# Inspiration4
Inspiration4 (estilitzat com Inspirati④n) fou una missió espacial que va operar SpaceX per al Director General de l'empresa Shift4 Payments, Jared Isaacman. Es va enlairar el 16 de setembre de 2021, a les 00:02:56 UTC des del Complex de llançament 39A del Kennedy Space Center, amb un vehicle de llançament Falcon 9, col·locant la càpsula Dragon en una òrbita terrestre baixa i va acabar el 18 de setembre de 2021 a les 23:06:49 UTC.
La missió va ser el primer vol espacial orbital sense cap astronauta professional a bord, i formava part d'una campanya de conscienciació per a l'Hospital de Nens St. Jude de Memphis, Tennessee. Hi havia quatre tripulants: Hayley Arceneaux, Christopher Sembroski, Sian Proctor, i el mateix Isaacman, que van passar tres dies en òrbita amb el Crew Dragon Resilience, que s'havia modificat amb una finestra en forma de cúpula especialment per a aquest vol, substituint l'escotilla d'ancoratge. Els quatre tripulants representaven els quatre valors que promovia la missió: lideratge, esperança, generositat i prosperitat.
Va coincidir amb el 55è aniversari del vol del Gemini 11 el setembre de 1966, que va tenir un apogeu aproximat de 1368 km, i va ser l'òrbita terrestre més alta que s'havia aconseguit amb un vol tripulat. El vol de l'Inspiration4 va arribar a una alçada aproximada de 585 km, la més alta aconseguida des de 1999 i la cinquena en total. Va acabar amb el primer amaratge a l'oceà Atlàntic des de l'Apollo 9.

## Tripulació i missió
L'Inspiration4 va ser el primer vol tripulat que va orbitar la terra només amb persones particulars a bord. Per recollir diners per a l'Hospital de Nens St. Jude, la missió tenia com objectiu promoure quatre valors: lideratge, esperança, generositat i prosperitat. El director general de Shift4 Payments Jared Isaacman, que és un pilot experimentat amb qualificació per diversos reactors militars, va liderar la missió, representant el valor corresponent. Isaacman va contractar el vol i les quatre places a SpaceX, i va donar-ne dues a St. Jude. Hayley Arceneaux, una ajudant mèdica de l'hospital, que a més havia sobreviscut un càncer d'ossos, fou seleccionada per l'hospital per participar en el vol representant el valor de l'esperança. St. Jude va sortejar la segona plaça en una campanya de recaptació de fons que tenia com objectiu aconseguir 200 milions de dòlars per a l'hospital. Una persona que no es va donar a conèixer de la Universitat Aeronàutica Embry–Riddle va guanyar el sorteig, però va decidir per motius personals regalar la plaça al seu amic, el veterà de la Força Aèria Christopher Sembroski, que també havia participat en el sorteig. El valor que representava és el de la generositat. L'empresària Sian Proctor fou seleccionada per Shift4 Payments per representar el valor de la prosperitat, mitjançant una competició inspirada en el concurs televisiu Shark Tank que premiava la millor idea de negoci que utilitzava les solucions comercials de Shift4. Entre el jurat del concurs hi havia el CEO de Salesforce Marc Benioff, la directora de la revista Fast Company Stephanie Mehta, l'antic enginyer de la NASA Mark Rober, i el presentador del reality Bar Rescue Jon Taffer.
Tots quatre tripulants van rebre formació com a astronauta per part de SpaceX, que incloïa temes sobre mecànica orbital, moure's en un entorn de microgravetat, proves d'estrès, preparació per emergències i simulacions de missió.
| Posició                | Astronauta                                | Astronauta                                |
| ---------------------- | ----------------------------------------- | ----------------------------------------- |
| Comandant de la nau    | Jared Isaacman Primer vol espacial        | Jared Isaacman Primer vol espacial        |
| Pilot                  | Sian Proctor Primer vol espacial          | Sian Proctor Primer vol espacial          |
| Oficial mèdic          | Hayley Arceneaux Primer vol espacial      | Hayley Arceneaux Primer vol espacial      |
| Especialista de missió | Christopher Sembroski Primer vol espacial | Christopher Sembroski Primer vol espacial |

## Nau espacial
La missió Inspiration4 va utilitzar la càpsula Crew Dragon Resilience. En va ser el segon vol, després del Crew-1. L'adaptador d'ancoratge que normalment porta la càpsula per acoblar-se amb l'Estació Espacial Internacional es va substituir en aquesta missió per una finestra panoràmica monolítica en forma de cúpula, inspirada pel mòdul Cupola de l'EEI, que permetia vistes de 360° des del "nas" de la Resilience. Va ser la finestra d'una sola peça més gran que havia viatjat a l'espai. La cúpula quedava protegida durant el llançament i la tornada pel con retràctil de la nau espacial, que també contenia una càmera especial que permetia fotografiar l'interior i l'exterior del vehicle durant el vol. La cúpula es podia treure, perquè Resilience es pogués tornar a configurar per missions futures que necessitin acoblament, en acabar Inspiration4. Quatre propulsors Draco situats al nas de la nau especial van requerir que s'instal·lessin quatre rajoles d'aïllament tèrmic a l'exterior de la cúpula, que la protegien dels gasos de fuita del motor durant les maniobres de control de reacció.

## Vol

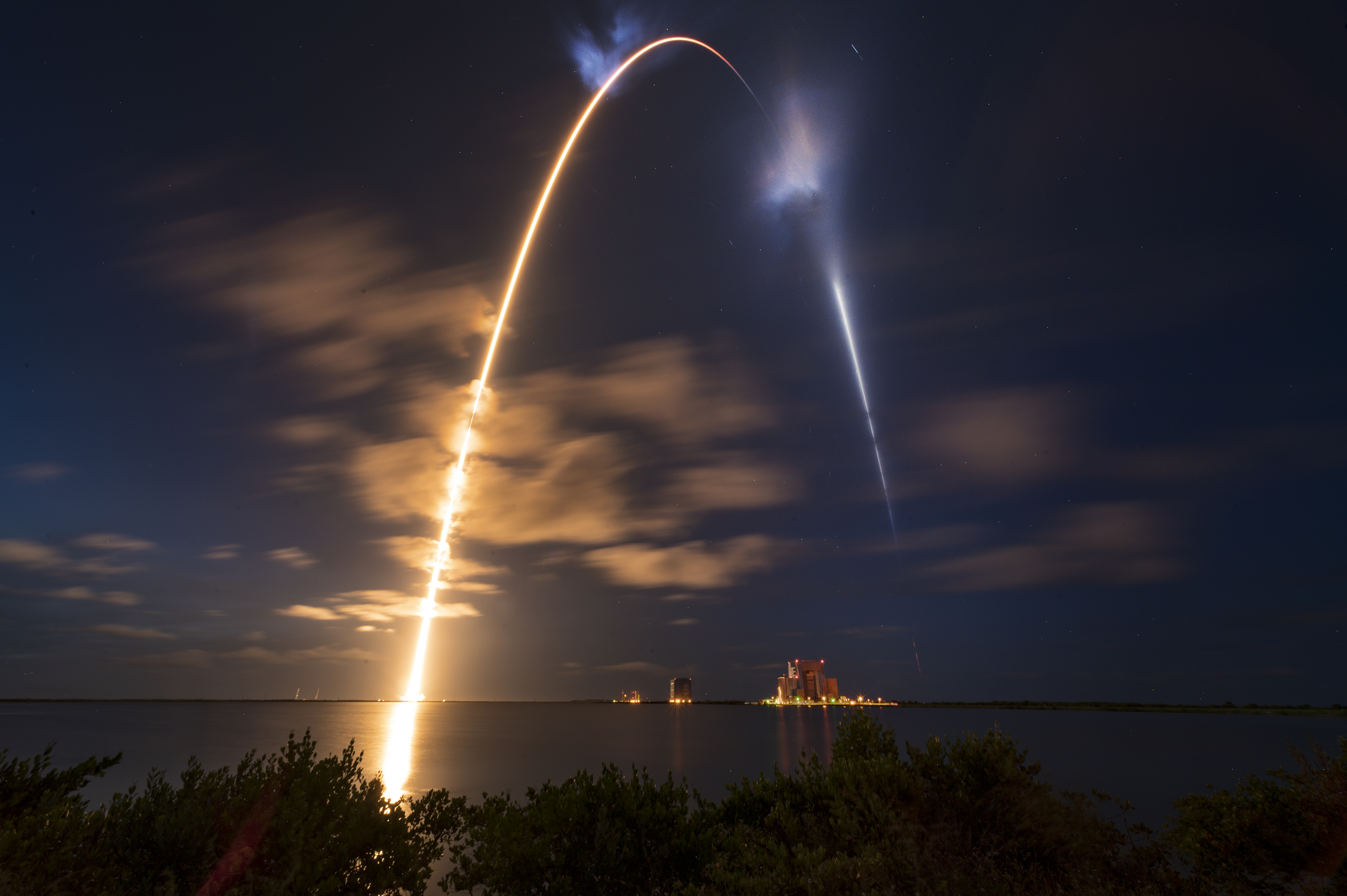
Llançament de l'Inspiration4

El Resilience es va enlairar el 16 de setembre de 2021 a les 00:02:56 UTC (02:02:56 de la matinada als Països Catalans), amb el coet Falcon 9 block 5 B1062 des del Complex de llançament 39A del Kennedy Space Center. Era el tercer vol d'aquest coet. La nau espacial es va llançar a una òrbita terrestre baixa amb un apogeu de 585 km, que representava la cinquena òrbita amb un apogeu més alt aconseguit per una nau espacial tripulada, sense comptar el programa Apollo. La inclinació és de 51.6°. Al cap de tres dies en òrbita, la nau espacial va fer un amaratge a l'oceà Atlàntic. Quan es va llançar el Resilience, hi van haver tres naus Dragon en vol simultàniament, perquè l'Endeavour era amb la missió Crew-2 i el C208 amb la missió CRS-23. Inspiration4 va ser el primer vol espacial orbital tripulat des de STS-125 el 2009 que no va visitar una estació espacial.
Cada membre de la tripulació tenia un indicatiu individual per la comunicació. El d'Isaacman era "Rook" (Torre), el de Proctor era "Leo", Arcenaux era "Nova", i Sembroski era "Hanks."
Quan la segona etapa del coet Falcon 9 es va aturar, Hayley Arceneaux va treure un ninot de peluix d'una bossa que duia lligada a la cama. La joguina, lligada amb un cordill, va començar a flotar sobre el cap d'Arceneaux i va servir d'"indicador de zero-g". Donava un senyal visual als quatre tripulants que ara eren en un entorn de microgravetat a l'espai exterior. La tripulació havia seleccionat un gos de peluix que representa els gossos que s'utilitzen a St. Jude en les teràpies.
La missió havia de fer experiments amb ultrasons, mostres de microbis i una colla d'experiments sobre salut (mesurar canvis en els fluids, registrar electrocardiogrames, nivells d'oxigen a la sang, pulsacions del cor, etc) sobre els cossos de persones que no s'havien seleccionat amb rigorositat ni s'havien entrenat com els astronautes professionals.
El 18 de setembre de 2021, a les 23:06:49 UTC, va amarar a l'Oceà Atlàntic i fou recollida per un vaixell de recuperació al cap d'uns quaranta minuts. Arcenaux fou la primera de sortir-ne, seguida per Proctor, Sembroski, i finalment, Isaacman.

### Altitud orbital
El pla de vol preveia altituds de 575 km, però va arribar als 585 km. Aquesta alçada havia estat aconseguida per les càpsules tripulades del Gemini 11 el 1966 i pels programes Apollo i del transbordador espacial, i podria tenir nivells de radiació diferents dels que es troben a l'Estació Espacial Internacional. La investigació dels efectes del vol espacial en la salut i el benestar humà es fa en col·laboració amb SpaceX, l'Institut TRISH de la Facultat de Medicina de Baylor, i investigadors de Weill Cornell Medicine

## Impacte mediàtic
La cobertura de la missió pels mitjans ha estat molt positiva, destacant-ne els objectius caritatius, la durada, i l'altitud aconseguida. La missió es va documentar en una sèrie de cinc episodis titulada Countdown: Inspiration4 Mission to Space, que es va poder veure al servei de Netflix a partir de setembre de 2021.